# HK Bratislava
A HK Bratislava egy szlovák jégkorongcsapat Pozsonyban. A klub a harmadosztályú 2. hokejová liga nyugati csoportjában játszik. A csapat a hazai mérkőzéseit a Pozsonyligetfalui jégcsarnokban, illetve a TIPOS Arénában játssza.

## Története
A klubot 2024-ben alapították.

## Statisztikák
| Főcsoport (B csoport) | Főcsoport (B csoport) | Főcsoport (B csoport) | Főcsoport (B csoport) | Főcsoport (B csoport) | Főcsoport (B csoport) | Főcsoport (B csoport) | Főcsoport (B csoport) | Főcsoport (B csoport) | Alsóház | Alsóház | Alsóház | Alsóház | Alsóház | Alsóház | Alsóház | Alsóház  | Rájátszás                                 | Rájátszás | Rájátszás |
| Szezon                | LM                    | GY                    | GY. H.                | V. H.                 | V                     | G                     | P                     | Helyezés              | LM      | GY      | GY. H.  | V. H.   | V       | G       | P       | Helyezés | Negyeddöntő                               | Elődöntő  | Döntő     |
| --------------------- | --------------------- | --------------------- | --------------------- | --------------------- | --------------------- | --------------------- | --------------------- | --------------------- | ------- | ------- | ------- | ------- | ------- | ------- | ------- | -------- | ----------------------------------------- | --------- | --------- |
| 2024–25               | 14                    | 8                     | 0                     | 0                     | 6                     | 59:52                 | 24                    | 4.                    | 12      | 12      | 0       | 0       | 0       | 76:35   | 36      | 1.       | Vereség a HKM Rimavská Sobota ellen (0-3) | -         | -         |

## Nézettség
| Szezon  | Teljes nézőszám | Átlagos nézőszám | Helyezés a ligában |
| ------- | --------------- | ---------------- | ------------------ |
| 2024–25 | 482             | 68               | 14.                |